# Na Stínadlech
Na Stinadlech – stadion piłkarski w czeskim mieście Cieplice. Gra na nim czeski klub Gambrinus Ligi FK Teplice. Obiekt może pomieścić 18 428 kibiców. Został wybudowany w 1973 roku, zastępując stadion U drožďárny. 